# 臺中市大里區永隆國民小學
臺中市大里區永隆國民小學，簡稱永隆國小，於民國86年（1997年）建校，定名為臺中縣大里市永隆國民小學。以張淑敏為首任校長，現任校長為張永志。建校初僅有12班，目前已達59班。學區包含大里區永隆里全部，新里里13、17、26-28鄰（國光路以西，德芳路二段以北），樹王里1-11、14-16鄰。
民國99年（2010年）12月25日，臺中市及臺中縣合併升格為直轄市後，改稱臺中市大里區永隆國民小學。

### 書籍
- 《臺灣地名辭書》卷十二《臺中縣》第二冊，第14頁

## 外部連結
- 永隆國小 （页面存档备份，存于）